# Turbinoptidae
Turbinoptidae — родина саркоптиформних кліщів надродини Analgoidea. Містить 38 видів. Живуть у ніздрях птахів.

## Опис
Кліщі мікроскопічного розміру. Тіло округле, бічні щетинки дуже короткі. Лапки передніх двох пар ніг дуже короткі, з розвиненими апікальними кігтеподібними виступами.

## Роди
До родини включаєть 9 родів:
- Colinoptes
- Mycteroptes
- Neoschoutedenocoptes
- Oxleya
- Passerrhinoptes
- Rhinoptes
- Schoutedenocoptes
- Turbinoptes